# Muzeum Regionalne w Iwanowicach
Muzeum Regionalne PTTK i Urzędu Gminy w Iwanowicach – muzeum położone w Iwanowicach Włościańskich (powiat krakowski). Placówka mieści się w budynku dawnej karczmy, pochodzącym prawdopodobnie z początku XVIII wieku i jest współprowadzona przez Oddział PTTK Kraków Nowa Huta oraz gminę Iwanowice.
Muzeum powstało 1977 roku i przez pierwsze 10 lat działalności funkcjonowało jako Izba Regionalna i Pamięci Narodowej. Z uwagi na brak miejsca na powiększające się zbiory, w 1988 roku PTTK odkupiło zdewastowany budynek dawnej karczmy z przeznaczeniem na muzeum. Remont obiektu przeprowadzono w latach 1988-1992. W 1992 roku dokonano oficjalnego otwarcia placówki. Funkcje kierownika muzeum pełni kierownik Gminnego Ośrodka Kultury w Iwanowicach.
Aktualnie na zbiory muzeum składają się ekspozycje związane z historią Iwanowic i okolic (zbiory historyczne, archeologiczne, geologiczne) oraz pamiątki po sławnych osobach bywających w Iwanowicach (książę Józef Poniatowski, Tadeusz Kościuszko, Marian Langiewicz, Józef Piłsudski). W ramach ekspozycji etnograficznej odtworzono izbę chłopską z XIX wieku.